# Obertor (Dreieichenhain)

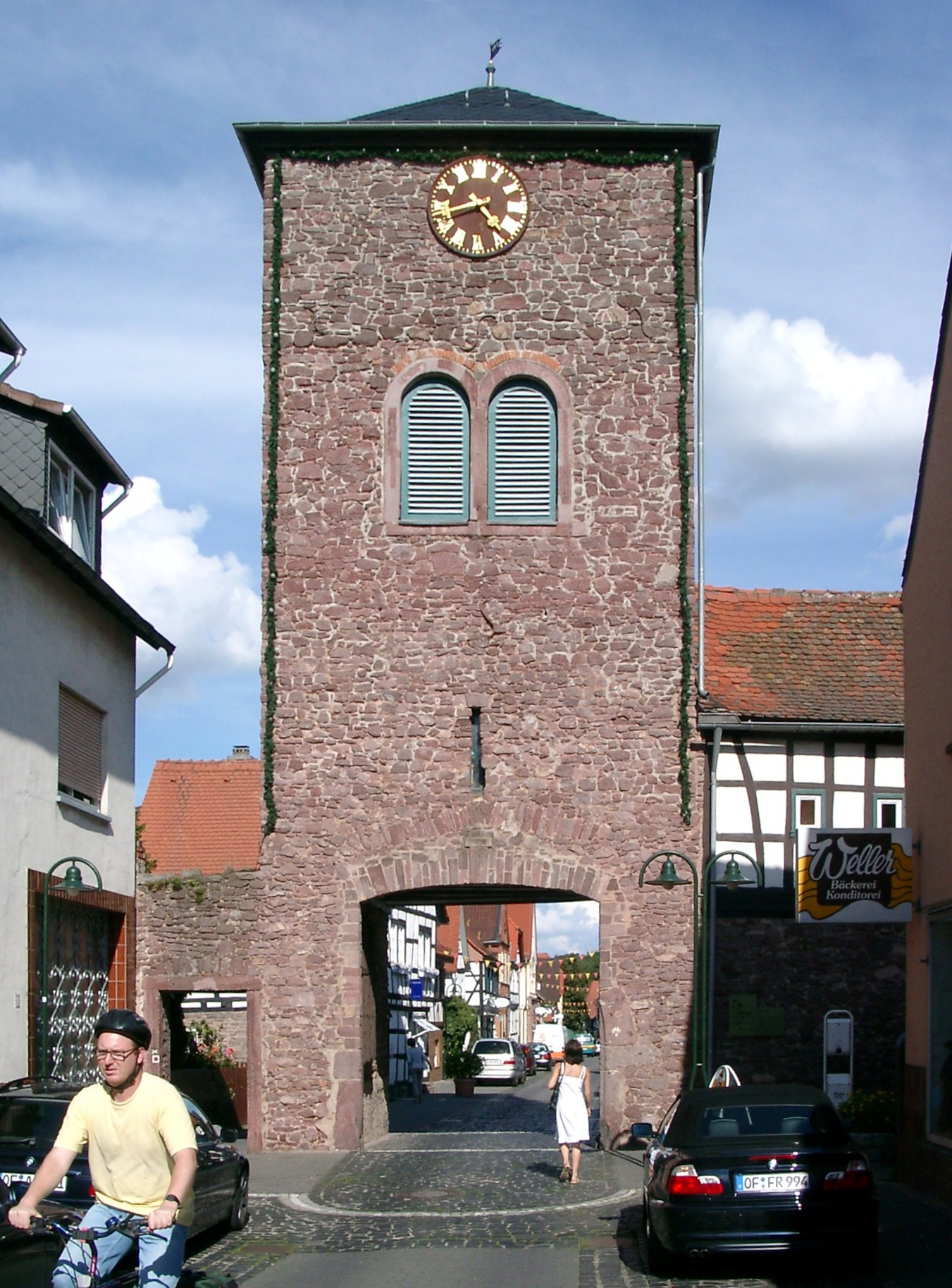
Feldseite des Obertors in Dreieichenhain

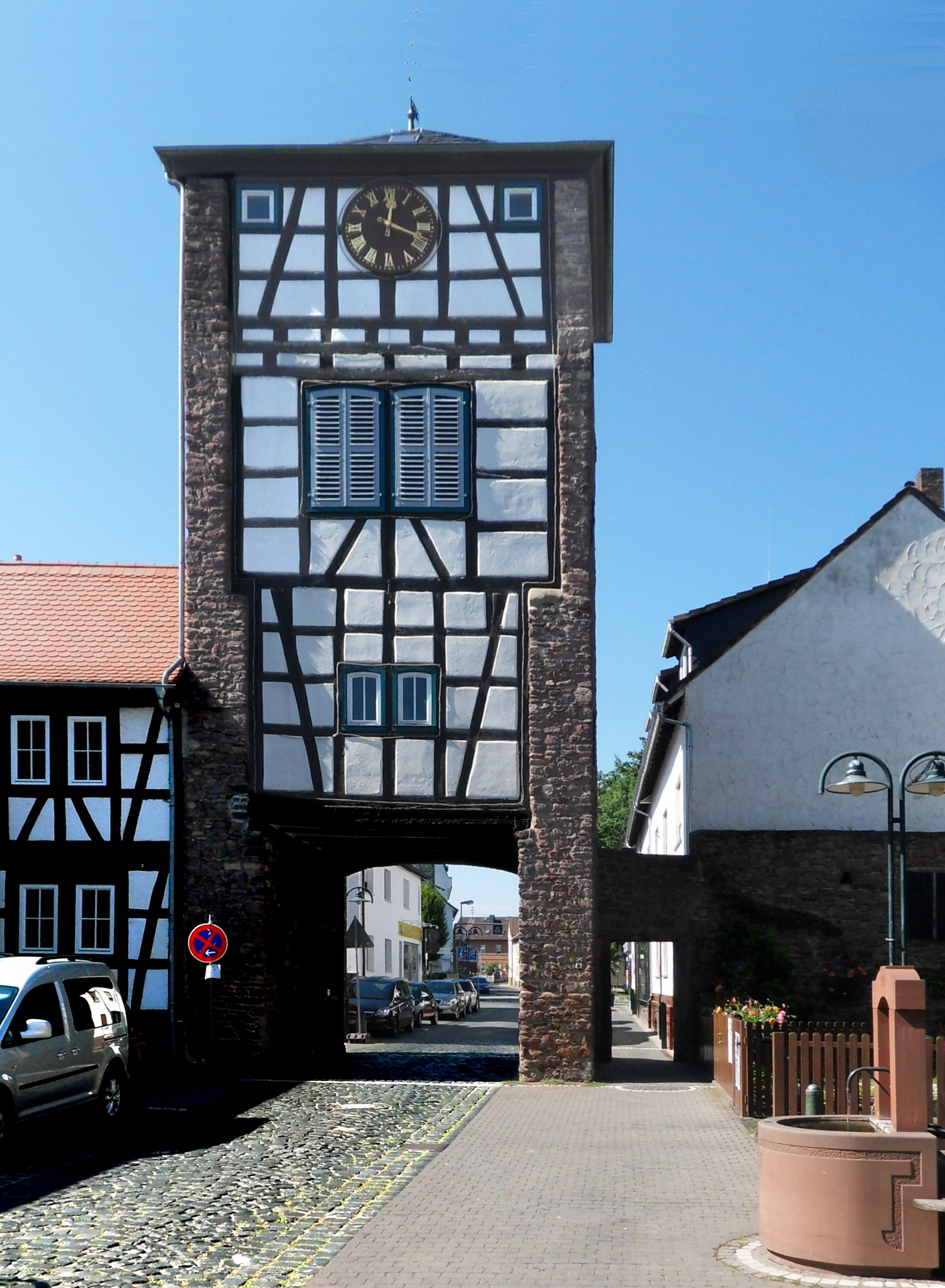
Stadtseite

Das Obertor in Dreieichenhain, einem Stadtteil von Dreieich im südhessischen Landkreis Offenbach, wurde in der Mitte des 14. Jahrhunderts errichtet. Das Stadttor an der Fahrgasse ist ein geschütztes Kulturdenkmal.
Das Tor aus Bruchsteinmauerwerk wurde mit der gotischen Stadtmauer als zur Stadtseite hin offener Wehrturm erbaut. Die Fachwerkwand wurde erst um 1800 eingesetzt. Das ursprüngliche Außentor mit Bollwerk, das um 1460 entstand, wurde 1790 entfernt. 
Nach dem Abbruch der Mittelpforte nahm im Jahr 1783 das Obertor deren Glocken auf. Die heutigen Glocken stammen aus dem 20. Jahrhundert.